# Casseurs Flowters
Casseurs Flowters ist ein französisches Hip-Hop-Duo aus Caen bestehend aus den Rappern Orelsan und Gringe.

## Bandgeschichte
1999 lernten sich die beiden Rapper Aurélien Cotentin alias Orelsan und Guilaume Tranchant alias Gringe in ihrer Heimatstadt Caen kennen und im Jahr darauf gründeten sie das gemeinsame Projekt Casseurs Flowters. 2003 veröffentlichten sie ihr erstes Gratis-Mixtape Saint Valentin und ein Jahr später ein zweites mit dem Titel Fantasy. Weitere Veröffentlichungen gab es nicht, vielmehr ruhte die Verbindung, während Orelsan ab 2009 mit Soloveröffentlichungen erfolgreich war. Auf zwei Alben war Gringe als Gast dabei und mit Ils sont cools hatten sie als Orelsan feat. Gringe 2012 einen Charthit. Daraufhin belebten sie Casseurs Flowters wieder neu und nahmen das Album Orelsan et Gringe sont les Casseurs Flowters auf. Es stellt eine Art musikalisches Buddy-Movie dar und ist inhaltlich in einem zeitlichen Ablauf von mehreren Stunden gestaltet, indem die einzelnen Songs Uhrzeiten zugeordnet sind. Es erschien Ende 2013 und konnte sich in Frankreich und den französischsprachigen Nachbarländern in den Charts platzieren.

## Diskografie

### Alben
| Jahr | Titel                                        | Höchstplatzierung, Gesamtwochen, AuszeichnungChartplatzierungen (Jahr, Titel, Platzierungen, Wochen, Auszeichnungen, Anmerkungen) | Höchstplatzierung, Gesamtwochen, AuszeichnungChartplatzierungen (Jahr, Titel, Platzierungen, Wochen, Auszeichnungen, Anmerkungen) | Höchstplatzierung, Gesamtwochen, AuszeichnungChartplatzierungen (Jahr, Titel, Platzierungen, Wochen, Auszeichnungen, Anmerkungen) | Anmerkungen                             |
| Jahr | Titel                                        | FR | BEW | CH | Anmerkungen                             |
| ---- | -------------------------------------------- | --- | --- | --- | --------------------------------------- |
| 2013 | Orelsan et Gringe sont les Casseurs Flowters | FR8 ×2Doppelplatin · (32 Wo.)FR                                                                                                   | BEW29 (63 Wo.)BEW | CH40 (2 Wo.)CH | Erstveröffentlichung: 18. November 2013 |
| 2015 | Comment c’est loin                           | FR24 ×2Doppelplatin · (30 Wo.)FR                                                                                                  | BEW57 (68 Wo.)BEW | CH83 (1 Wo.)CH | Erstveröffentlichung: 11. Dezember 2015 |
| 2016 | Live Tour 2016                               | FR196 (1 Wo.)FR | BEW172 (1 Wo.)BEW | — |                                         |

### Mixtapes
- 2003: Saint Valentin
- 2004: Fantasy

### Singles
| Jahr | Titel Album                                                                      | Höchstplatzierung, Gesamtwochen, AuszeichnungChartsChartplatzierungen (Jahr, Titel, Album, Platzierungen, Wochen, Auszeichnungen, Anmerkungen) | Anmerkungen |
| Jahr | Titel Album                                                                      | FR | Anmerkungen |
| ---- | -------------------------------------------------------------------------------- | --- | ----------- |
| 2013 | Bloqué Orelsan et Gringe sont les Casseurs Flowters                              | FR70 (18 Wo.)FR |             |
| 2013 | La mort du disque Orelsan et Gringe sont les Casseurs Flowters                   | FR57 (2 Wo.)FR |             |
| 2013 | Fais les backs Orelsan et Gringe sont les Casseurs Flowters                      | FR115 (1 Wo.)FR |             |
| 2013 | Dans la place pour être Orelsan et Gringe sont les Casseurs Flowters             | FR34 (1 Wo.)FR |             |
| 2013 | Regarde comme il fait beau (dehors) Orelsan et Gringe sont les Casseurs Flowters | FR58 (22 Wo.)FR |             |
| 2015 | À l’heure où j’me couche Comment c’est loin                                      | FR34 Diamant · (14 Wo.)FR |             |
| 2015 | Inachevés Comment c’est loin                                                     | FR101 Diamant · (5 Wo.)FR |             |
| 2015 | Si facile Comment c’est loin                                                     | FR167 Platin · (2 Wo.)FR |             |

Weitere Singles
- 2013: 06h16 - Des Histoires à Raconter (FR: Gold)